# アルベルト・ディ・ジュッサーノ (軽巡洋艦)
アルベルト・ディ・ジュッサーノ (Alberto di Giussano) はイタリア海軍の軽巡洋艦。アルベルト・ディ・ジュッサーノ級軽巡洋艦の1番艦で、ジェノヴァのアンサルド社で建造され1931年に竣工、第二次世界大戦で戦没した。

## 艦歴
1928年3月29日起工。 1930年4月27日進水。1931年2月5日竣工。 
1940年7月9日、戦艦「コンテ・ディ・カブール」、「カイオ・ジュリオ・チェザーレ」などとカラブリア沖海戦に参加した。
8月にはパンテレリア島沖で機雷を敷設した。その後は北アフリカへの輸送船団の支援に当たっていた。
1941年12月9日夕方、「アルベルト・ディ・ジュッサーノ」は「アルベリコ・ダ・バルビアーノ」と北アフリカのドイツ軍への補給のためにパレルモを出撃した。だが、シチリア島トラーパニ沖でイギリス軍機に発見され攻撃を受けたため、2隻はパレルモへと引き返した。
12月12日夕方、ガソリンなどの物資を搭載した2隻は護衛の水雷艇「チーニョ」と再度出撃したがまたしてもイギリス軍機に発見されてしまう。これにより約1時間の遅れが生じイギリス艦隊に捕捉されてしまうこととなった。13日3時20分過ぎ、2隻はイギリス駆逐艦「シーク」、「マオリ」、「リージョン」、オランダ駆逐艦「イサーク・スウェールズ」の奇襲を受ける。3本の魚雷が命中した「アルベルト・ディ・ジュッサーノ」は沈没。また「アルベリコ・ダ・バルビアーノ」も撃沈された。この戦闘はボン岬沖海戦という。